# Nifra
Nifra (* 16. leden 1988, Michalovce, Slovensko) vlastním jménem Nikoleta Frajkorová, je slovenská trance dýdžejka a producentka.

## Biografie
Známou se stala už jako 19letá s jejím debutem Ready, který byl podepsán na sublabelu trance vydavatelství Armada Music – Coldharbour Recordings. Mezi další skladby patří remix skladby „Masquerade“, který měl podporu Diskžokej Markuse Schulze, Tiesta či Marcuse Schossowa. Podpory se mu dostalo nečekaně i od Sandera Van Doorna. Remix se nakonec zařadil na 11. místo v žebříčku prodejnosti v trance charts na Beatport a předběhl i originál. Druhý singl Complicated Life vydala ve vydavatelství Armada Music. Mezi další úspěšné projekty patří spolupráce Nifra & amp; Marcus Schossow (Progrese) – Different ways, který se vyšplhal na 3. místo na Beatport Trance charts. V březnu 2012 si zahrála, jako historicky první dj ze Slovenska na akci "A state of Trance 550" v nizozemském Den Bosche. V roce 2012 se Nifra vrací do vydavatelství Coldharbour recordings.
Prvním trackem na kompilaci Markuse Schulze – Los Angeles 12 se stal Dark Harbour. Oficiálně vyšel spolu s druhým trackem s názvem Ransvik. V roce 2013 vydala track Waves na labelu Interstate Recordings. Její nová spolupráce s Fisherman & amp; Hawkins – The Battle, se nachází na nové kompilaci Markuse Schulze – Buenos Aires 13.
V roce 2015 si zahrála na Ultra Music Festivalu v Miami.

## Single
| Název                                    | Vydavatelství / Label  | Rok vydání |
| ---------------------------------------- | ---------------------- | ---------- |
| Ready                                    | Coldharbour recordings | 2008       |
| Complicated Life                         | AVA Recordings         | 2009       |
| Different Ways (ft. Progrese)            | Spinnin 'Records       | 2010       |
| Strangers                                | Armada music           | 2011       |
| Dark Harbour                             | Coldharbour recordings | 2012       |
| Ransvik                                  | Coldharbour recordings | 2012       |
| Waves                                    | Infrasonic recordings  | 2013       |
| The Battle (ft.Fisherman & amp; Hawkins) | Coldharbour recordings | 2013       |
| Athena                                   | Coldharbour recordings | 2014       |
| Rampage (ft.Artisan)                     | Coldharbour recordings | 2015       |
| Army of Lights (ft.Seri)                 | Coldharbour recordings | 2015       |

## Remixy
| Název                                                           | Vydavatelství / Label  | Rok  |
| --------------------------------------------------------------- | ---------------------- | ---- |
| Ashley Wallbridge – Masquerade (Nifra remix)                    | AVA Recordings         | 2009 |
| Breakfast pres. Loomer – Take me Back (Nifra remix)             | Flashover recordings   | 2009 |
| Leon Bolier – That morning (Nifra remix)                        | Spinnin 'Records       | 2010 |
| Julian Vincent ft.Jessie Morgan – Shadows The Sun (Nifra remix) | Armada music           | 2010 |
| Lang & amp; Yep ft Manon Polare – Nevertheless (Nifra remix)    | Enhanced music         | 2011 |
| Markus Schulz ft.Lady V – Erase You (Nifra remix)               | Coldharbour recordings | 2014 |

## Be Progressed
Nifra má vlastní rádio show nazvanou "Be Progressed", která se vysílala každý měsíc na těchto stanicích:
- www.afterhours.fm ….. 2. čtvrtek v měsíci ve 23:00
- www.pure.fm ….. 2. pátek v měsíci v 00:00
- www.sense.fm ….. 2. pátek v měsíci v 15:00
- www.sensationfactory.cz ….. 2. pátek v měsíci v 18:00

V květnu 2015 odvysílala 100. epizodu, která byla zároveň poslední epizodou této rádio show.